# علیگر (فیلم)
علیگر (به هندی: Aligarh) یا علیگره فیلمی محصول سال ۲۰۱۶ و به کارگردانی هانسال مهتا است. در این فیلم بازیگرانی همچون مانوج باجپایی، راجکومار رائو، اشیش ویدیارتی ایفای نقش کرده‌اند.